# MapInfo Professional

Biểu tượng của phần mềm MapInfo Professional

MapInfo Professional là phần mềm hệ thống thông tin địa lý do công ty MapInfo (nay là Pitney Bowes) sản xuất. Phiên bản hiện hành là MapInfo Professional 10.0.
MapInfo Professional là phần mềm chạy trên môi trường Windows, có chức năng kết nối với các ứng dụng Windows khác (chẳng hạn như Microsoft Office). Trên nền một văn bản Office có thể tạo một bản đồ MapInfo cho phép người dùng tương tác được.
Từ phiên bản 10.0, MapInfo Professional đổi mới giao diện theo hướng gần gũi với các phiên bản Windows mới hơn (Các phiên bản trước đó giao diện phù hợp với Windows 2000.)

## Các phiên bản
- MapInfo Professional 15.2
- MapInfo Professional 12.5
- MapInfo Professional 12.0
- MapInfo Professional 11.5
- MapInfo Professional 11.0
- MapInfo Professional 10.5
- MapInfo Professional 10.0
- MapInfo Professional 9.5
- MapInfo Professional 9.0
- MapInfo Professional 8.5
- MapInfo Professional 8.0
- MapInfo Professional 7.5
- MapInfo Professional 7.0
- MapInfo Professional 6.5
- MapInfo Professional 6.0
- MapInfo Professional 5.5
- MapInfo Professional 5.0
- MapInfo Professional 4.5
- MapInfo Professional 4.0 phát hành năm 1995 chạy trên hệ điều hành Windows, thích hợp với các phiên bản Windows NT sau 3.50 [1].
- MapInfo Professional 3.0?

## Tính năng
MapInfo Professional có các chức năng sau:
- Hỗ trợ tốt kiểu dữ liệu vectơ với các quan hệ topo
- Cho phép chồng xếp các định dạng ảnh (raster) làm nền bản đồ
- Hỗ trợ in bản đồ
- Kết nối với Crystal Report (lập báo cáo dựa trên cơ sở dữ liệu địa lý của bản đồ)
- Lập trình tự động hóa công việc với MapBasic.

Phần mềm MapInfo Professional

MapInfo là phần mềm biên tập bản đồ với nhiều tính năng, tuy nhiên, điểm vượt trội của MapInfo so với các phần mềm khác (MicroStation là điển hình) là khả năng biên tập bản đồ chuyên đề rất tốt với công cụ create thematic map. MapInfo được xây dựng chủ yếu để xử lý các số liệu bản đồ có sẵn, các số liệu thuộc tính của bản đồ, vì vậy, ta thấy khả năng số hoá và thành lập bản đồ gốc không được hỗ trợ nhiều.
MapInfo có khả năng kết nối với các phần mềm khác rất tốt, thông qua việc hỗ trợ việc mở và lưu file với phần mở rộng rất đa dạng. Có công cụ chuyển đổi giữa các định dạng file (Universal Translator).
Đối tượng khách hàng tiềm năng sử dụng phần mềm thuộc khu vực doanh nghiệp.